# 東区 (攀枝花市)
東区（とう-く）は中華人民共和国四川省攀枝花市に位置する市轄区。

## 行政区画
5街道、1鎮を管轄する。
- 街道:大渡口街道、炳草崗街道、弄弄坪街道、密地街道、瓜子坪街道
- 鎮:銀江鎮

## 教育

### 大学
- 攀枝花学院（中国語版）
- 四川機電職業技術学院（中国語版）

## 交通

### 道路
- 高速道路
  - 蓉麗高速道路

## 健康・医療・衛生
- 十九冶医院